# Comtat d'Eppenstein
El comtat d'Eppenstein fou una jurisdicció feudal del Sacre Imperi Romanogermànic, a Estíria. Agafa el nom del castell d'Eppenstein. A la mort d'Enric el va heretar el seu cosí prim, el marcgravi Ottokar II d'Estíria, però mort al mateix any sense haver pres possessió el va substituir el fill d'aquest Leopold d'Estíria (Leopold el Fort).

## Llista de comtes
- Marquard I, comte a Viehbachgau 916
- Marquart II († després de 951), testimoniat com un noble d'Eppenstein el 927, comte a Viehbachgau 940
- Marquard III († 1000) marcgravi d'Estiria (Marquard I de Carantània)
- Adalberó 1000-1039, marcgravi d'Estiria, duc de Caríntia 1011/1012-1035 deposat)
- Marquard IV († 1076), comte d'Eppenstein 1039-1076, duc de Caríntia (1073-1076),
- Liutold († 1090), comte d'Eppenstein i duc de Caríntia 1076-1090
- Enric († 1122), comte d'Eppenstein i V duc de Caríntia 1090-1122, marcgravi de Carniola (1077-1093), marcgravi de Friül (1077-1093), marcgravi d'Ístria (1077-1093)